# Scythris lempkei
Scythris lempkei is een vlinder uit de familie dikkopmotten (Scythrididae). De wetenschappelijke naam is voor het eerst geldig gepubliceerd in 1989 door Bengtsson & Langohr.
De soort komt voor in Europa.